# Сметана (мінералогія)

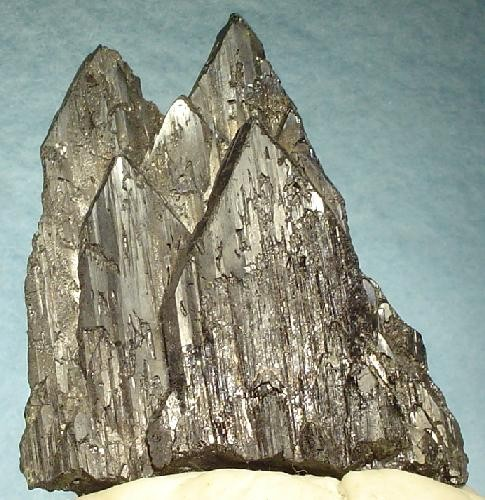
Сметана вовча - вольфраміт.

Сметана (рос. сметана, англ. sour cream; нім. sauere Sahne f, Sahne f) — у мінералогії — частина назв-синонімів деяких мінералів.
Розрізняють: 
- сметану вовчу (вольфраміт),
- сметану залізну (пухкий колоїдальний гематит).